# Diphyscium tamasii
Diphyscium tamasii là một loài rêu trong họ Buxbaumiaceae. Loài này được B.C. Tan & Ninh mô tả khoa học đầu tiên năm 2003.